# Bhasan Char
Bhasan Char, tidligere kaldt Thengar Char eller Char Piya, er en ø i Bangladesh på ca. 116 km². Den er beliggende i den Bengalske bugt, ca. 34 km ud fra kysten fra Chittagong. Den er under vand fra juni til september årligt på grund af monsunen, og der er ingen veje på øen.
I juni 2015 foreslog Bangladeshs regering at flytte 100.000 Rohingya-flygtninge fra Myanmar til øen. Forslaget blev karakteriseret af FN's Flygtningehøjkommissariat som "logistisk udfordrende". I november 2017 godkendte premierminister Sheikh Hasina planerne. Amnesty International kalder projektet for en frygtelig fejl.